# 에우에르게테스주의
에우에르게테스주의(Euergetism 또는 Evergetism)는 ‘선행을 하다’라는 뜻의 그리스어 에우에르게테오(εὐεργετέω)에서 유래한 말이다. 이는 사회에서 높은 지위에 있거나 부유한 재산을 가진 개인이 자기 부의 일부를 공동체에 분배하는 고대의 관행이다. 이 관행은 로마 사회의 후견자-피후견자 관계 시스템의 일부였다. 이 용어는 프랑스 역사가 앙드레 불랑제(André Boulanger)가 처음 만들었고, 이후 폴 벤(Paul Veyne)의 작품에 사용되었다.

## 헬레니즘 시대

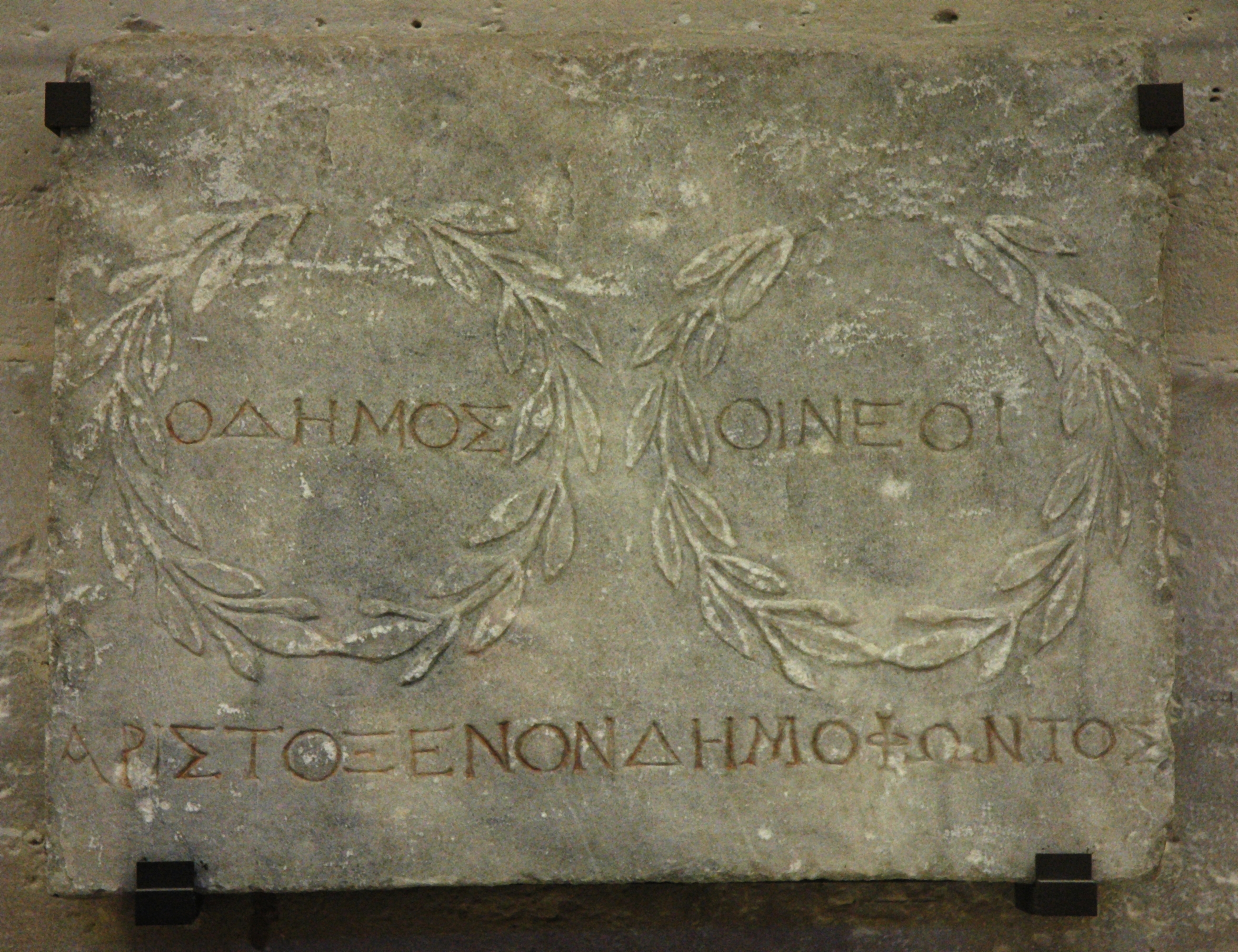
데모폰의 아들인 아리스토크세노스를 기리는 비문이다. 이 사람은 기원전 3세기 후반 또는 2세기 후반에 아테네에 있는 체육관의 후원자였을 것으로 추정된다. 루브르 박물관.

기원전 4세기 후반, 공공 기관의 자금 조달 방식에 중대한 변화가 일어났다. 시가 (적어도 상징적인 의미에서) 부유한 개인의 자금 투여 없는 공공 기관의 정당성을 의문시하게 된 것이다. 요구받거나 강요당하지 않는 한, 부자들이 공공 기관에 기부해야 할 만큼 기부하지 않는다는 발상이 나타난 것이다. 동시대인 기원전 355년경 데모스테네스는 <렙티네스에게 반대하며>라는 유명한 연설에서, 포로이(Poroi)의 크세노폰과 마찬가지로, 부자들의 공헌이 부족하다고 언급했다.
세기말에 데메트리우스 팔레레우스(Demetrius Phalereus)는 가장 중요했던 아테네 제도 두 가지를 폐지했다. 기원전 322년 아테네가 패배한 후 국제 무대에서 철수했기 때문에 삼단노선 건조를 지원하기 위한 세금인 트리에르아르키(trierarchy)는 더 이상 필요가 없게 되었다. 게다가 많은 기관을 지원하는 강력한 문화 프로그래머였던 코레구스(choregus)의 직위는 국가 자금으로 운영되는 선출직 사법관으로 대체되었다. “아고노테시(agonothésie), 즉 대표 선출은 국가에서 자금을 지원했다.”
그러나 시의 지원 비용을 포함해 자발적으로 지출한 금액이 이전에 코레구스가 냈던 비용보다 크다는 사실을 보여 주었을 때, 선출직 사법관은 더욱더 큰 명예를 얻을 수 있었다. 따라서 기원전 284년~기원전 283년에 선출된 시인 필리피데스(Philippides)는 자신이 지출한 돈을 시에서 상환받지 못했다.
이와 비슷한 사례로, 몇몇 오래된 치안관들은 종종 그들의 주인으로부터 자금 지원을 받았다. 아테네에서는 일반적으로 제사장이 희생제의 때 희생자를 위한 화장품을 제공했고, 헬레니즘 시대에는 에페비아(ephebia, 입사 의식)를 감독할 때 희생물의 대부분, 대회 상금, 장비와 건물의 정기적인 유지 보수에 자기 돈으로 자금을 댔다.
공공 기관의 사무실 담당자가 비용을 부담해야 한다고 언급한 문서는 없지만, 그의 명예를 기리기 위해 매년 발행되는 기여자 목록은 기관의 흐름을 감독하는 효과를 보이고, 일부에서는 (노골적으로) 올해 시가 비용을 지출할 필요가 없다고 강조했다.
따라서 점차 이 제도는, 아리스토텔레스의 말처럼, “과두정을 지키기 위한 목적으로” 박애주의에 가깝게 운영됐다. “최고의 권위를 갖는 관직에는 [부자들과 마찬가지로] 공적 봉사(leitourgia)를 부과해야만 하는데, 이는 인민이 자발적으로 관직에 참여하지 못하도록 하고, 그들이 관직을 위해 높은 대가를 치른다는 이유로 지배하는 사람들에게 동정심을 품을 수 있도록 하기 위한 것이다. 관직에 들어갈 때는 거대한 희생 제물을 바치고, 공적인 무언가를 세워야 하는 것은 적절한 것인데, 그러면 공적인 만찬(잔치, estriasis)에 참여하고, 또 폴리스가 봉헌물과 건물들로 장식된 것을 보는 인민은 정치체제가 존속되는 것을 보고 기뻐한다. 또한 귀족들에게는 자신들이 내놓은 비용의 기념물을 얻는 일이 일어나는 것이다. 그러나 오늘날에는 과두정과 연관된 사람들이 이런 것을 행하지 않으며, 오히려 그 반대의 것을 행한다. 왜냐하면 그들은 관직의 명예 못지 않게 이익을 추구하기 때문이다.”
그러나, 기원전 2세기 중반까지, 그리스 박애주의는 폴 벤의 정의와 일치하지 않았다. 필립 고티에가 증명했듯, 그것은 대부분 “사법 및 공무 활동에서만 배타적으로” 일어났던 자선 사업이었다. 게다가 기원전 4세기, 그리고 아마 고대 헬레니즘 시대에도, 도시는 그의 기여자(은인)들을 위해 다른 시민들보다 우월한 별도 지위를 만들지 않았다. 사람들은 기여를 통해 그들의 자질을 인정했으나 그에게 기여자라는 칭호를 부여하진 않았다. 시민들은 그들에게 고마워했고, “다른 시민들처럼, 그러나 평균보다 더 높은 방식으로 그의 봉사를 받지만,” 똑같은 방식으로 모든 사람이 자기 수입에 비례해서 자발적 기부(epidoseis)를 할 수 있었다. 많은 달란트든, 단지 몇 펜스든 간에 누구나 선물을 통해 도시에 대한 헌신을 보여줄 수 있었다.
에우에르게테스주의는 “연속이자 부정”이었던 전례 체계와 나란히 발전하면서 도시가 감사의 표시로 공식 영예를 부여하기에 앞서 가장 부유한 구성원들에 대한 봉사 지출을 강조할 수 있도록 허용했다. 따라서 후자는 필요할 때마다, 불필요한 비용을 들이지 않고, 가장 긴급한 필요에 대한 자금 조달을 보장하는 한편으로, 엘리트 구성원들에게 스트레스를 주지 않으면서 그들의 부를 개인적 용도로 예약할 수 있는 능력을 유지해 주었다.
헬레니즘 시대에 전례의 점진적 소멸은 어휘의 이동으로 나타났다. 레이투르기아(leitourgia)라는 명칭과 그 동사형인 레이투르게인(leitourgein)은 엄격한 의미에서 볼 때 “시가 부과한 지출”이라는 뜻을 상실하고, 공직(사법 또는 사제직)과 결합되어 있는 “공익을 위한 모든 형태 지출”을 뜻하게 되었다.
재정 도시 베인이 그의 저서에서 분석한 완전한 에우제르티즘과 비교될 수 있다.
에우레르게테스주의에서 전례로 이동하는 의무 면제 체계의 희석은 헬레니즘 시대가 끝날 무렵에 완료된다. 그 당시 로마 제국 전역에서 시행되었던 재정화한 도시는 폴 벤이 빵과 서커스(Bread and Circuss)에서 분석한 완전한 형태의 에우에르게테스주의와 비교될 수 있다.

## 헬레니즘적 관용
헬레니즘적 관용은 부유한 사람들이 가난한 사람들을 돕는 사회적 관습이었다. 그것은 헬레니즘 세계에서 처음으로 나타났다. 이는 집정관, 법무관, 조영관 등 로마 공화국에서 고위 관리직을 찾을 때 부유한 시민들의 도덕적 의무가 되었다. 가난한 시민에 대한 관용의 개념에는 오락, 시민 연회, 극장, 오데온(콘서트 및 강연장), 도서관, 목욕탕, 체육관, 분수대, 시장 등 도시 편의 시설을 D.S.P.F.(de sua pecunia fecit, 자신의 돈으로 완료)로 건설하거나 수리하는 것이 포함되었다.
도시의 유력 인사들이 원로원이나 민회(쿠리아)를 구성했고, 이들은 직위를 얻을 때 자신의 재산 정도를 공개해야만 했다. 권력을 갖고자 하는 사람들은 일정한 돈을 내야 했기 때문에 재산 정도는 자격을 얻는 데 매우 중요하고 구체적인 기준이었다.
자치도시의 재정 운영은 전반적으로 유력 인사의 에우베르게테스주의에 근거를 두었다. 에우베르게테스주의자가 된다는 것은 자기 재산을 국가나 국가 내의 어떤 단체를 위해 자발적으로 지출하는 일에 동의한다는 뜻이었다. 이런 경제 원조의 목적은 사회적으로 어떤 일을 추진하거나 사회 복지가 아니었다. 다만, 에우베르기테스의 선행을 기리는 비명에 선행과 봉사의 행위가 새겨짐으로써 도시 집단의 기억 속에서 자신의 공로를 인정받는 것이 주된 목적이었다.
이러한 선행 행위를 한 사람, 즉 에우베르게테스는 넓게 네 가지 분야에서 영향력을 행사할 수 있었다. 첫 번째 영역은 자치 도시의 지위 향상과 보호 문제, 두 번째 영역은 자치 도시에 밀, 기름, 목재 등을 공급하는 문제였다. 세 번째는 축제, 놀이, 제물, 예배 행렬 등을 통하여 신을 향한 믿음과 감정을 표현하는 영역, 네 번째는 건설 자금을 출자하여 주랑, 극장, 체육장, 공중목욕탕 등의 도시 환경을 개선하고 미화하는 사업에 관계된 것이었다. 이러한 투자는 큰 효과를 거두었고, 자치 도시 전체의 생활 방식을 발전시켰다.

## 에우에르게테스주의의 종말
서기 3세기부터 경제적 압박으로 인해 에우에르게테스주의를 실행하기가 더 어려워졌다. 이에 따라 대부분 지방 또는 교구 예산에서 가져온 제국 기금으로 대체되었다. 개인적인 에우에르게테스주의는 유스티니아누스 1세의 죽음 이후 결국 사라졌고, 교회의 자선 계획으로 대체되었다.

## 같이 보기
- 노블레스 오블리주
- 박애주의
- 기부 서약
- 부의 복음

## 참고 문헌
- Baslez, Marie-Françoise, 편집. (2007). 《Économies et sociétés – Grèce ancienne 478–88》 (프랑스어). Paris: Atlande. ISBN 978-2-35030-051-1.
- Habicht, Christian (2000). 《Athènes hellénistique》 (프랑스어). Les Belles Lettres.

Roland Oetjen: An Economic Model of Greek Euergetism. In: Roland Oetjen (Hrsg.): "New Perspectives in Seleucid History, Numismatics and Archaeology." Studies in Honor of Getzel M. Cohen. De Gruyter, Berlin/Boston 2020, pp. 108–122.
- Ouhlen, Jacques (2004). 〈La société athénienne〉.   Brulé, Pierre; Descat, Raymond. 《Le monde grec aux temps classiques》 (프랑스어). 2 : le IVe siècle. Presses Universitaires de France. ISBN 2-13-051545-2.
- Veyne, Paul (1990) [1976]. 《Le pain et le cirque. Sociologie historique d'un pluralisme politique》 [Bread and circuses: historical sociology and political pluralism]. Point Histoire (프랑스어). Éditions du Seuil.